# Pantoporia euloca
Pantoporia euloca är en fjärilsart som beskrevs av Robert Walter Campbell Shelford 1906. Pantoporia euloca ingår i släktet Pantoporia och familjen praktfjärilar. Inga underarter finns listade i Catalogue of Life.